# Berg te Kleverskerke
De Berg te Kleverskerke was een mottekasteel in het Nederlandse dorp Kleverskerke, provincie Zeeland. Van de motte is een drie tot vier meter hoge vliedberg bewaard gebleven. De locatie is aangewezen als rijksmonument.

## Geschiedenis
Over de historie en eigenaren is vrijwel niets bekend. De heuvel zal in twee fasen zijn aangelegd: in de 11e eeuw is er eerst een vluchtheuvel opgeworpen die in de 13e eeuw verder werd opgehoogd ten behoeve van de bouw van een versterking. Bij die tweede fase is ook een gracht rondom de heuvel gegraven.
In 1589 werd de locatie omschreven als 'den block daer Jan Symons zoon in woonde, het hoge werf'. Direct ten zuiden van de heuvel lag in de 16e eeuw een hofstede. Deze boerderij werd in 1566 Klein Weijburg genoemd, maar stond later bekend als de Meibloem.
Jan Cornelis de Man beschreef de heuvel in 1888. Volgens hem was de heuvel in de loop der tijd deels afgegraven, waarbij er slechts keisteen en vuurkeien waren gevonden.
In de Tweede Wereldoorlog is door de Duitse bezetters in de heuvel een personeelsbunker aangelegd.
In 1985 vond archeologisch onderzoek plaats, waarbij de ligging van de gracht is aangetoond. Bij onderzoek in 2013 is middeleeuws aardewerk aangetroffen.

## Beschrijving
De motteheuvel is ongeveer 36 bij 41 groot met een hoogte van drie tot vier meter. In 1834 was de heuvel nog zes meter hoog, maar was ook toen al gedeeltelijk afgegraven: de motte zal oorspronkelijk dus nog hoger zijn geweest. De bunker die tijdens de Tweede Wereldoorlog in de heuvel werd aangelegd, is nog aanwezig.
De voorburcht heeft vermoedelijk aan de zuidzijde gelegen, waar tegenwoordig een boerderij staat.
Aldegonde · Kasteel van Axel · Baarland · Baarsdorp · Barbestein · Biervliet · Bieweg · Blodenburg · Huis der Boede · Brijdorpe · Bruëlis · 't Burchtje · Burggravensteen · Buttinge · Coxijde · Crayenstein · Duinbeek · Duivelsberg · Ellewoutsdijk · Filippenburg · Geersdijk · Gistellis · Gravenhof · Slot Haamstede · Kasteel Hellenburg · Herkestein · Heuvelsweg · Hoge Huis · Ter Hooge · Hoogkamer · Kats · Kind van Trente · Kleverskerke · Kortgene · Kreke · Kruiningen · Laterdale · Lodijke · Maalstede (Hulst) · Maalstede (Kapelle) · Magdalon · Hof Ter Moere · Moermond · Te Mortiere · Muiden · Hof ter Nisse (Nisse) · Hof ter Nisse (Ossenisse) · Oostende · Oostende (Goes) · Oosterstein · Poelvoorde · Poortvliet · Popkensburg · De Pottere · Poucques · Pronkenburg · Ravenstein · Saeftingher Slot · Kasteel van Sint-Maartensdijk · Schengen · Sluis · Smallegange · Stavenisse · Tolhuis van Iersekeroord · Huus ter Tolne · Torenberg · Torenhoeve · Toren van Bourgondië · Troye · Valkenisse · Vinninghen · Vlissingen · Voorhoute · Waarde · Watervliet · Weldamme · Welland · Huis te Werf · Te Werve · Westenschouwen · Westhove · Westkerke · Windenburg · Zandenburg · Zwanenburg